# Brookings megye
Brookings megye az Amerikai Egyesült Államokban, azon belül Dél-Dakota államban található. Megyeszékhelye és legnagyobb városa Brookings. Lakosainak száma 34 375 fő (2020. április 1.). Brookings megye Deuel, Lincoln, Moody, Lake, Kingsbury, Hamlin és Pipestone megyékkel határos.

## Népesség
A megye népességének változása:
| Lakosok száma | 32 023 | 32 109 | 32 646 | 32 968 | 33 897 | 34 375 |
|               | 2010   | 2011   | 2012   | 2013   | 2015   | 2020   |